# Dirce

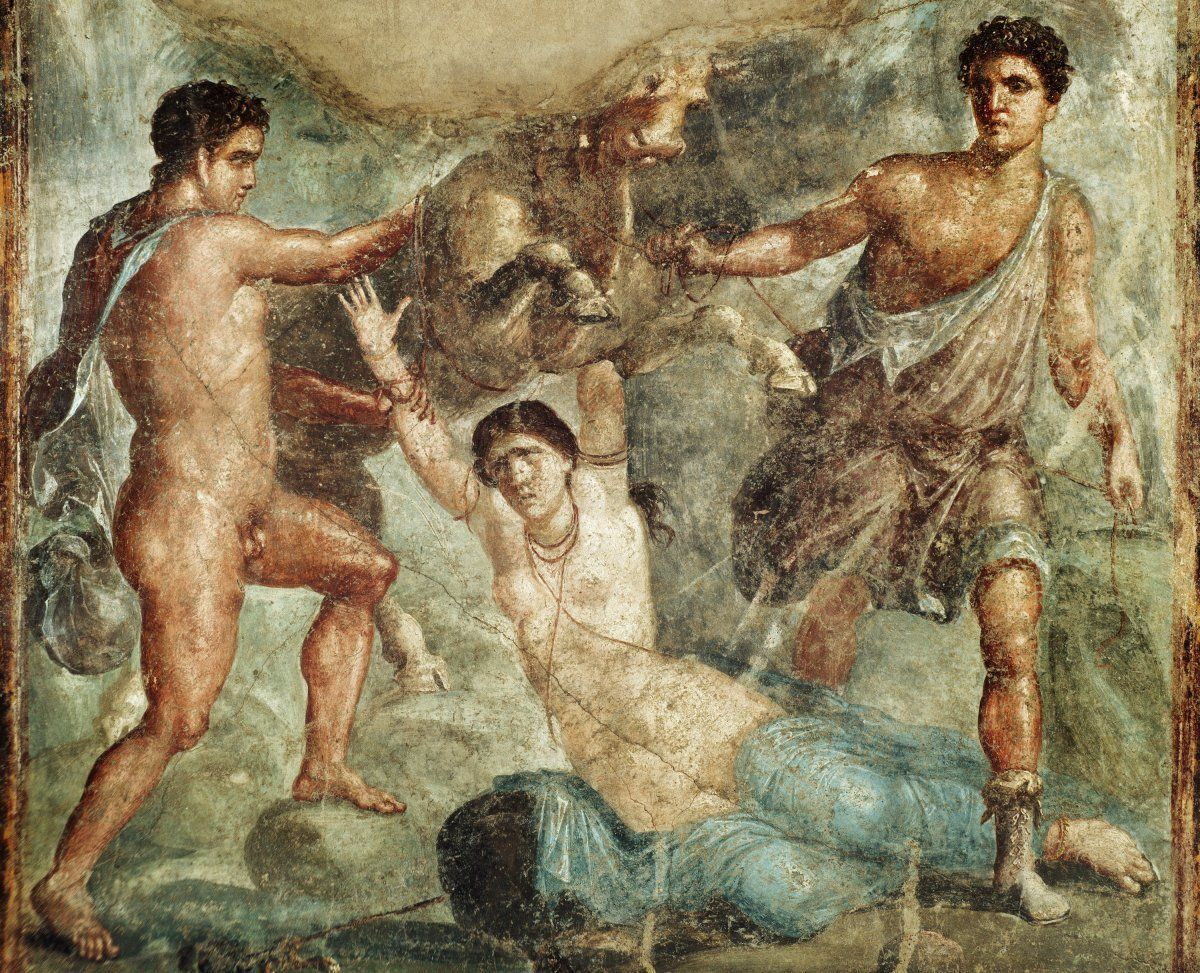
Vingança contra Dirce. Afresco antigo de Pompéia.

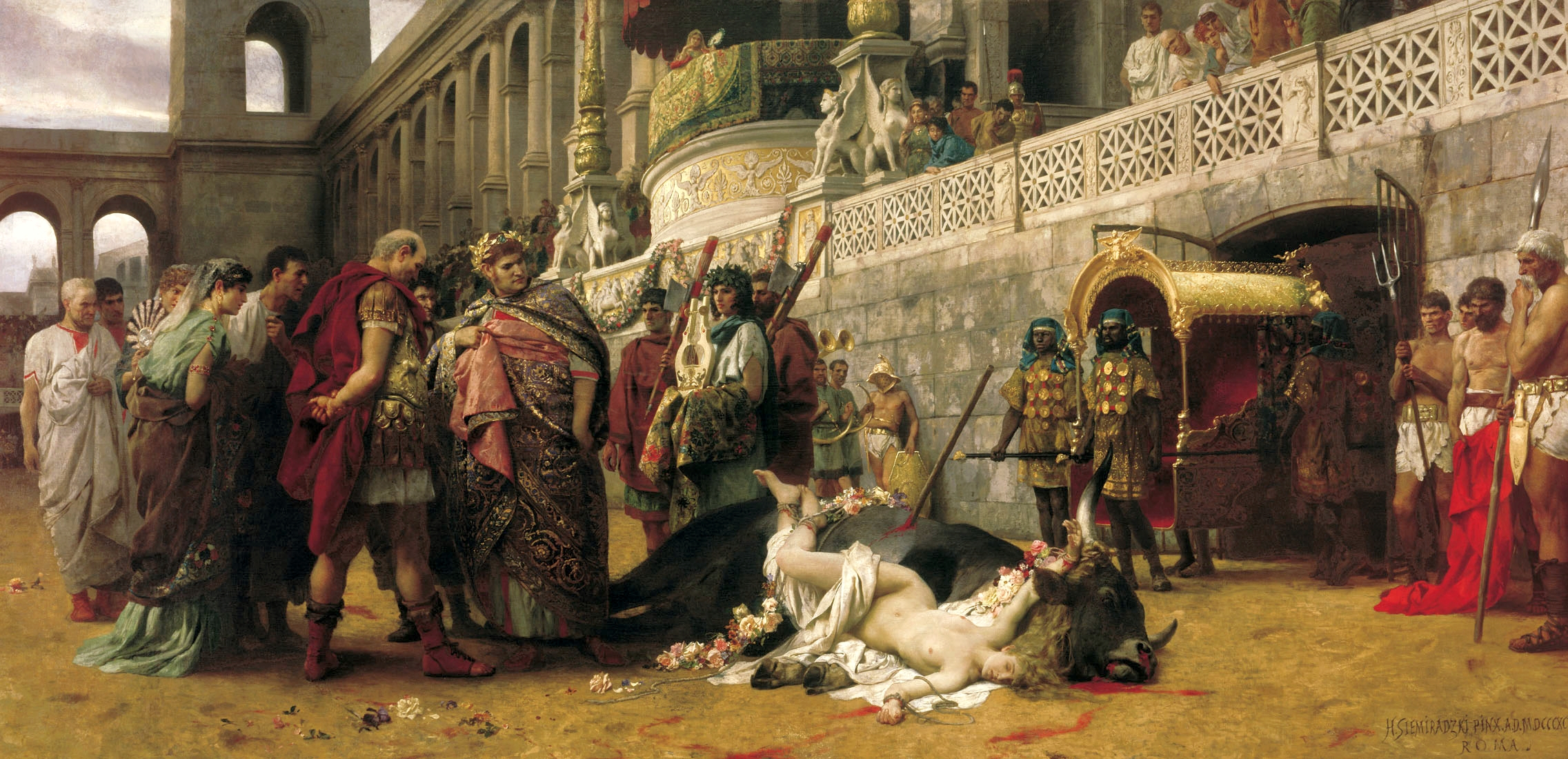
O martírio de Dirce, pintura de Henryk Siemieradzki. A lenda de Dirce também é utilizada como símbolo do martírio dos cristãos durante o Império Romano.

Na mitologia grega Dirce era uma ninfa, esposa de Lico e sacerdotisa do deus Dioniso.
Os diversos autores não estão de acordo sobre quem era o seu genitor. Assim, Dirce figura como filha dos deuses fluviais Aqueloo, Ismeno ou Asopo, ou dos deuses Apolo ou Hélio.
Estando casada com Lico, usurpador do trono de Tebas, fez a vida impossível à sobrinha do seu marido, Antíope, que vivia com eles desde que fora repudiada pelo seu esposo, e a quem tratava como escrava por inveja da sua beleza e pelos rumores que diziam que Lico estava apaixonado por ela. Acusou-a de se ter deitado com o seu marido, e tratava-a com maus tratos físicos. O seu ódio visceral levou-a a encerrar a infeliz às escuras, privando-a até de água para beber. Mas Antíope conseguiu escapar e fugiu para o monte Citerão, onde viviam os seus filhos. Estes, vingando a mãe, atacaram Tebas, destronaram Lico e ataram Dirce a um touro que a arrastou até matá-la. Depois atiraram o seu corpo a uma fonte que desde então tem o nome da malograda ninfa, ou porque foi aí que se desfizeram do corpo os seus assassinos ou porque a mesma fonte brotou do corpo de Dirce por iniciativa de Dioniso. 